# 肺年齢
肺年齢（はいねんれい）は、肺の機能を年齢で表示したものである。日本呼吸器学会が商標登録している。

## 概要
直感的指標で、喫煙による呼吸器障害の認識を高める目的で設定した。呼吸機能検査で測定した一秒量 (FEV1) から次式を用いて算出する。
- 日本人の肺年齢（18歳から95歳）
  - 男性：肺年齢=（0.036x身長(cm) -1.178-FEV1 (L)）/0.028
  - 女性：肺年齢=（0.022x身長(cm) -0.005-FEV1 (L)）/0.022

20歳前後を頂点にして加齢とともに低下し、加齢による老化、喫煙や運動不足など生活習慣、肥満、など様々な要因で進行する。肺年齢の告知は禁煙に有効であると考えられる。

## 老化の要因
最も顕著な生活習慣は喫煙だが、非喫煙者も加齢と共に徐々に低下し、運動不足や肥満が有意な要因とされる。エタノール摂取量の関連性は高くないと考えられる。